# Gata (Horvátország)
Gata falu Horvátországban, Split-Dalmácia megyében. Közigazgatásilag Omišhoz tartozik. 

## Fekvése
Splittől légvonalban 21, közúton 26 km-re keletre, községközpontjától légvonalban 2, közúton 6 km-re északra, Poljica középső részén, a Mosor-hegység déli lejtőin és az alatta húzódó völgykatlan nyugati részén, a Cetina torkolatától 2 km-re északra, a 70-es számú főút mellett fekszik. A település legnagyobb része az út mentén fekszik, csak a Pocelje nevű településrész fekszik ettől mintegy 1 km-re északra, a Mosor-hegység irányában, míg Podkunjevača és Nokići  a főúttól mintegy ötszáz méterre délre fekszik. Gata nyugati bejáratánál található a legnagyobb településrész Podgradac. Kuvačićin és Covićin jószerivel már csak az öregek maradtak. Miloši mára már lakatlan, Prosići pedig az utóbbi időben kezd újraéledni, miután néhány új családi ház épült itt több régit pedig felújítottak.

## Története
Gata nevét a római korban a helyén állt Gadate településről kapta. A kereszténység itteni elterjedéséről tanúskodik az itt feltárt  6. századi ókeresztény bazilika maradványa, melynek alapjaira a mai plébániatemplomot építették. A horvátok ősei a 7. században telepedtek meg ezen a vidéken. A középkorban egyik központja volt a 13. században alapított, úgynevezett Poljicai Köztársaságnak, mely tulajdonképpen egy jelentős autonómiával rendelkező kenézség volt. Itt állt Szent Györgynek szentelt templomával a történelmi Gradac, ahol a régi poljicaiak Szent György napján kenézeiket választották. Plébániájának alapítási ideje ismeretlen, de a 14. században már említik. Poljica kezdetben a horvát-magyar királyok, majd 1444-től a Velencei Köztársaság uralma alá tartozott. Velence nagyfokú autonómiát biztosított a poljicai települések számára. Jogi berendezkedését az 1490-ben kibocsátott Poljicai Statutum határozta meg, mely egyúttal rögzítette határait is. Középkori temploma a mai Havas boldogasszony templom elődje valószínűleg már a 15. században állt. A 16. század első felében került török uralom alá, ahol Poljica szintén bizonyos fokú önállóságot élvezett. A település egy rendkívüli hőstettnek is tanúja volt. 1530. március 27-én a kostanjei Mila Gojsalić a Poljica ellen támadó török sereg gatai táborába belopózva felgyújtotta azt. A tűznek, melyben Ahmed pasa, több török tiszt és katona is elpusztult ő maga is áldozata lett. Hőstette annyira megtörte a török sereget, hogy az ezt követően vereséget szenvedett a rátámadó poljicai hadaktól. Mila Gojsalić bronz szobra Ivan Meštrović alkotása a hőstett közelében a Cetina szurdoka felett áll. A moreai háború idején szabadult fel a török uralom alól, melyet 1699-ben a karlócai béke szentesített, de Poljica autonómiájának valamely szintjét végig megőrizte. Poljica önállóságát 1807-ben a bevonuló napóleoni francia csapatok szüntették meg. Napóleon lipcsei veresége után 1813-ban a Habsburgoké lett. A településnek 1857-ben 407, 1910-ben 598 lakosa volt. 1911-ben Kuvačići településrészen megalakult a helyi olvasókör. 1918-ban az új szerb-horvát-szlovén állam, majd később Jugoszlávia része lett. 1942. október 1-jén a települést lerombolták a megszálló olasz és csetnik csapatok. A Gatán a korai órákban történt mészárlásnak több mint hetven čislai, gatai, ostrvicai, zvečanjei, smoljanei és seocei lakos, főként nők, gyermekek és öregek estek áldozatául. A háború után a szocialista Jugoszláviához került. A Mosor-hegységen keresztül épített alagút miatt Gata az 1960-as évekre vízforrások nélkül maradt. A vízvezetéket 1970-ben építették ki. 1991 óta a független Horvátországhoz tartozik. 2011-ben a településnek 567 lakosa volt.

## Lakosság
| Lakosság változása | Lakosság változása | Lakosság változása | Lakosság változása | Lakosság változása | Lakosság változása | Lakosság változása | Lakosság változása | Lakosság változása | Lakosság változása | Lakosság változása | Lakosság változása | Lakosság változása | Lakosság változása | Lakosság változása | Lakosság változása |
| ------------------ | ------------------ | ------------------ | ------------------ | ------------------ | ------------------ | ------------------ | ------------------ | ------------------ | ------------------ | ------------------ | ------------------ | ------------------ | ------------------ | ------------------ | ------------------ |
| 1857               | 1869               | 1880               | 1890               | 1900               | 1910               | 1921               | 1931               | 1948               | 1953               | 1961               | 1971               | 1981               | 1991               | 2001               | 2011               |
| 407                | 440                | 440                | 487                | 559                | 598                | 617                | 621                | 580                | 586                | 1.141              | 600                | 644                | 628                | 596                | 567                |

## Nevezetességei
- Szent Ciprián tiszteletére szentelt római katolikus plébániatemploma [4] mai formájában 1750 körül épült a 6. századi ókeresztény bazilika alapjain. Az 1985-ben végzett régészeti feltárások során feltárták az ősi templom alapjait. Ennek romjain épült a kora középkorban a második templom, a mai templom pedig már a harmadik. A templom faragott kövekből épített egyhajós épület. Homlokzata felett áll a 19. század második felében épített 17 méter magas piramis záródású harangtorony a harangok szintjén két-két félköríves nyílással. A templomot 1966-ban belülről teljesen felújították, akkor alakították ki a szentélyt és benne a szembemiséző oltárt. A templomban még két márvány oltár található a Szűzanyának és a tisztítótűzben szenvedő lelkeknek szentelve. A régészeti feltárás során kiásták és megerősítették a templom alapfalait, melyeken néhány kisebb földrengés repedéseket okozott. 1999-ben az falakat és a harangtornyot renoválták.
- A Szent György templom[5] mai formájában 1933-ban épült a középkori templom alapjain, melyből csak az apszist hagyták meg. A templomot 1972-ben teljesen megújították. Ekkor készült a szembemiséző oltár és a Szent György kép, mely Joko Knežević akadémiai festőművész munkája.
- A Mária mennybevétele templomot [6] már Cupilli érsek is említi 1711-es vizitációja során. Valószínűleg közvetlenül a török aló felszabadulás után a 17. század végén építették. 1994-ben teljesen felújították. Egyhajós, hosszúkás épület, keleten félköríves apszissal, nyugati homlokzatán boltíves előcsarnokkal. A főhomlokzat szabályos kőtömbökből, míg a többi homlokzat kőtörmelékből épült. A belső tér boltozatos. Az épület nyeregtetős, kőlapokkal borított. A főhomlokzat felett díszített harangdúc található, benne egyetlen haranggal. A templomban egyszerű kőoltárt és Szűzanya-szobrot őriznek. A templom előtt egy régi kőmenza található, mely a plébániatemplomból származik a Szentlélek, Szent Lukács és Szent Ciprián ábrázolásával. A templom szép példája az egyszerű szakrális épületeknek, amelyek termékeny mezők szélén találhatók.
- A Keresztelő Szent János templom is állt már 1711-ben, amikor harminc évvel korábban épített és Szent János apostolnak szentelt templomként említik, de nem zárható ki hogy már a török hódítás előtt is megvolt. Mindenesetre mindkét szent ünnepén tartanak benne szentmisét. A homlokzat feletti harangtoronyban egy harang található. A templomnak dongaboltozata van, tetejét kőlapok fedik. A barokk márványoltár valahonnan máshonnan került ide. Az épületet 1979-ben renoválták, amikor környezetét is rendezték.
- A Szent Rókus templom a Mosor sziklái alatt áll a mára már elnéptelenedett Miloši szélén. A 20. század elején épült faragott kövekből a korábbi templom helyén, melyet már 1680-ban is említenek. Barokk márvány oltára van. Harangját 1518-ban öntötték. Az épületet 1988-ban megújították.
- Mila Gojsalić bronz szobra Ivan Meštrović alkotása hőstettének közelében a Cetina szurdoka felett áll.